# 虹口港
虹口港，别名沙洪、串洪，原为上海浦的北段。现时，虹口港北至嘉兴路桥接俞泾浦，南汇黄浦江，长1.5千米。
明隆庆三年（1569年），海瑞疏浚吴淞江，其河道改由宋家浜流经。同时，以黄浦作为太湖泄洪主河道，吴淞江遂成为黄浦江的支流。而原上海浦汇入吴淞江故道河口附近的河道仍旧保留，保留的这段河流遂改称为沙洪，而其流入黄浦的河口称为洪口。
“虹口”二字始见于《光绪上海县志》。清代中期，沙洪河近黄浦江的河段上有三座跨河拱桥，即俗称的外虹桥、中虹桥、里虹桥（位于今大名路、长治路、汉阳路)，故这处黄浦江河口又被称为虹口。美国向上海道租借吴淞江以北土地后，定名为虹口美租界。1943年，设虹口区，区名虹口港而得名，“虹口”二字写法便固定下来，流传至今。
因为河流的历史变迁，该河流曾经在同时遭遇台风、暴雨和高潮位时，无法向外港直接排水，存在内涝风险，威胁沿河居民安全。2014年，该河流近黄浦江处开建了一处泵闸，2015年6月16日完工。政府部门期望该处泵闸建设完成后，虹口港的泄洪能力可以得到提升。但是，就在完工后第二日，虹口区同时遭遇大雨和天文潮汐，虹口港上五座桥被水漫过，差点浮起，以至于虹口区人民政府紧急调集五辆土方车分别压住桥梁；后上海市水利部门解释，泵闸已经通水，但是泵站还未完工，又因为防洪原因关闭了闸门，以至于无法抽排洪水。